# Sangri Kharmar
Sangri Kharmar (tib. zangs ri mkhar dmar), auch Zangri Kharmar oder Machig-Labdrön-Tempel usw., ist eine wichtige Stätte der Chöd-Richtung (gcod bzw. gcod yul oder gcod yul pa) des Tibetischen Buddhismus im Kreis Sangri des Regierungsbezirks Shannan (Lhoka) in Tibet. Die Stätte liegt auf einem Berg im Osten von Sangri. Die Höhlenmeditationsstätte wurde 1086 von Macig Labdrön gegründet. Der später errichtete Tempelkomplex hat zwei Geschosse. Im ersten befindet sich ein Bildnis des Shakyamuni und Bildnisse von Tsongkhapa und zwei seiner Schüler sowie Sutras des Kanjur und Tanjur des Tibetischen Tripitaka. Das zweite Geschoss ist eine große Halle, die Bildnisse von Macig Labdrön und anderer Meister der Chöd-Richtung beherbergt. Die Stätte hatte im Laufe der Jahre ein wechselvolle Geschichte erfahren und wurde nicht nur von der Chöd-Richtung, sondern auch von der Gelug- und Kagyü-Schule beansprucht.

## Zitat
„The Red Citadel (Kharmar) is thus called because is was built upon a red rock, at the southern extremity of the Copper Mountain (Sangri), overloooking the northern banks of the Tsangpo river. On the cliff-face to the west of the temple (which was destroyed by the Chinese) is Machik Labdrön's (1055–1149) meditation cave."“

## Videos
- Zangri Kharmar - Machig Labdrön Temple (kendincos.net)
- "Zangri Kharmar" bei Youtube